# Stegana antica
Stegana antica är en tvåvingeart som beskrevs av Charles Howard Curran 1934. Stegana antica ingår i släktet Stegana och familjen daggflugor.
Artens utbredningsområde är Guyana. Inga underarter finns listade i Catalogue of Life.